# Religione in Cile
Questa voce riporta le principali statistiche sulla pratica religiosa in Cile.
La religione maggioritaria è il cristianesimo. Secondo l'ultimo censimento, 7.853.428 dei cileni con più di 14 anni sono cattolici (equivalente a 69.96%) (2005 62,8% ). Il 15.14% dei cileni si è dichiarato protestante, 0.92% mormone e un 0.13% ebreo. L'8.3% del paese si è dichiarato non-credente o agnostico, mentre 5.47% hanno indicato altre religioni. Anche se la fede cattolica rimane la religione dominante nel paese ed ha grande influenza nella società, questa influenza è andata declinando negli anni scorsi.
La Chiesa cattolica è separata dallo Stato fin dal 1925, anno in cui il presidente Arturo Alessandri e l'arcivescovo Crescente Errázuriz giunsero ad un accordo per proporre la separazione delle due istituzioni nella Costituzione e permettendo la libertà di culto.
L'ecumenismo è diffuso nel paese da decenni. Nel 1970 sulla base di sollecitazioni da parte del cardinale Silva Henríquez vennero modificate alcune parti del rito del Te Deum del 18 settembre trasformandolo in una cerimonia non solo cattolica ma aperta a tutte le altre confessioni cristiane, con la partecipazione anche di rappresentanti del mondo ebraico, islamico e massonico.
Tuttavia durante il regime militare del generale Augusto Pinochet le confessioni cristiane non cattoliche si riunirono in un comitato per la pace e per la difesa dei diritti umani. Negli ultimi anni è forte la crescita dei fedeli della Chiesa Evangelica e delle altre fedi religiose.
Ma nonostante il calo dei fedeli cattolici a favore delle altre confessioni cristiane la Chiesa cattolica è ancora influente nella società del paese.
Il numero dei credenti in Dio nel paese è pari al 96% il che lo rende come uno dei paesi più religiosi del mondo e di conseguenza la percentuale di atei e agnostici in realtà non è di per sé costituita da non credenti ma prevalentemente da persone che non praticano affatto la propria fede.
| Religione                                                 | Fedeli    | %      |
| --------------------------------------------------------- | --------- | ------ |
| Cattolicesimo                                             | 7.853.428 | 69,95% |
| Evangelici                                                | 1.699.725 | 15,14% |
| Mormoni                                                   | 103.735   | 0,92%  |
| Chiesa ortodossa                                          | 6.959     | 0,06%  |
| Totale Cristianesimo                                      | 9.662.063 | 86,07% |
| Ebraismo                                                  | 14.976    | 0,13%  |
| Islamismo                                                 | 2.894     | 0,03%  |
| Altre religioni                                           | 614.468   | 5,47%  |
| Nessuna (ateismo, agnosticismo, credenti senza religione) | 931.990   | 8,30%  |